# アーサー・バーガー
アーサー・バーガー（Arthur Berger、1912年5月15日 - 2003年10月7日）は、アメリカ合衆国の作曲家。

## 生涯
ニューヨーク出身。ニューヨーク大学在学中から若手作曲家グループに参加し、ハーバード大学大学院でウォルター・ピストンに師事、さらにナディア・ブーランジェにも師事し、ソルボンヌ大学にも留学した。
ミルズ大学とニューヨーク市立大学ブルックリン校で短期間教壇に立った後、ニューヨーク・サン紙で働き、さらにニューヨーク・ヘラルド・トリビューン紙に移った。1953年に新聞社を退社し、ブランダイス大学の教授となった。定年後はニューイングランド音楽院の非常勤講師を務めた。

## 作品
作品にはイーゴリ・ストラヴィンスキー、アルノルト・シェーンベルク、後にはアントン・ヴェーベルンの影響がみられる。1940年代には『協奏的セレナーデ』（1944）や『弦楽のための3つの小品』（1945）など新古典主義音楽の作品を作曲していたが、1950年代は十二音技法にもとづいて作曲した。後にセリエル音楽から離れるが、トーン・クラスターは使い続けた。
代表作に『弦楽四重奏曲』（1958）、『ピアノのための5つの小品』（1969）、『七重奏曲』（1965-66）などがある。
アーヴィング・ファイン、ルーカス・フォスらとともに「ボストン楽派」に分類される。

## 発言
1990年にアーロン・コープランドが死去した際、次のように述べている。